# المويلح (الرقة)
المويلح قرية سورية تتبع ناحية الجرنية في منطقة الثورة في محافظة الرقة. بلغ عدد سكانها 8 نسمة في عام 2004 حسب إحصاء المكتب المركزي للإحصاء.